# British Science Association
La British Science Association (fins al 2009 British Association for the Advancement of Science) és una societat per al foment de la ciència, la divulgació de la recerca avançada i l'ensenyament. Fundada en 1831 per William Vernon Harcourt, un dels seus objectius principals és involucrar la societat civil en el progrés científic, tant col·laborant i coneixent les investigacions que es duen a terme al Regne Unit com opinant sobre les seves implicacions al camp de l'ètica. Una de les polèmiques més famoses va girar al voltant del debat sobre la teoria de l'evolució.
L'associació organitza setmanes i festivals de la ciència, conferències i jornades i publica una revista periòdica, la Advancement of Science. Compta amb uns 5000 socis i està oberta a qualsevol persona interessada en la ciència, a diferència d'altres societats del mateix camp com la Royal Society. El seu president actual és Robert May.